# أوجين بوبان
أوجين بوبان (بالفرنسية: Eugène Boban)‏ هو عالم إنسان فرنسي، ولد في 1834، وتوفي في 1908.